# FC Dinamo București în sezonul 1972-1973
Sezonul 1972-73 este al 24-lea sezon pentru FC Dinamo București în Divizia A. Cu un nou antrenor pe bancă, Ion Nunweiller, Dinamo s-a luptat cu Universitatea Craiova pentru titlu până în ultima etapă, câștigând campionatul în urma unui eșec al craiovenilor în deplasarea de la UTA. În Cupa României, Dinamo iese prematur, fiind eliminată de divizionara C, Constructorul Galați.

## Rezultate
| Divizia A | Divizia A          | Divizia A           | Divizia A | Divizia A |
| Etapa     | Data               | Adversar            | Stadion   | Rezultat  |
| --------- | ------------------ | ------------------- | --------- | --------- |
| 1         | 20 august 1972     | Petrolul Ploiești   | deplasare | 1-1       |
| 2         | 27 august 1972     | U Craiova           | acasă     | 5-2       |
| 3         | 9 septembrie 1972  | UTA                 | deplasare | 1-0       |
| 4         | 24 septembrie 1972 | Sportul Studențesc  | deplasare | 0-3       |
| 5         | 1 octombrie 1972   | FC Argeș            | acasă     | 3-1       |
| 6         | 8 octombrie 1972   | Jiul Petroșani      | deplasare | 1-2       |
| 7         | 15 octombrie 1972  | Steagul Roșu Brașov | acasă     | 1-0       |
| 8         | 21 octombrie 1972  | Rapid București     | deplasare | 0-0       |
| 9         | 5 noiembrie 1972   | ASA Târgu Mureș     | deplasare | 0-1       |
| 10        | 12 noiembrie 1972  | CSM Reșița          | acasă     | 2-0       |
| 11        | 15 noiembrie 1972  | CFR Cluj            | deplasare | 1-1       |
| 12        | 19 noiembrie 1972  | Steaua București    | acasă     | 2-1       |
| 13        | 26 noiembrie 1972  | U Cluj              | acasă     | 3-1       |
| 14        | 10 decembrie 1972  | SC Bacău            | deplasare | 1-2       |
| 15        | 14 decembrie 1972  | FC Constanța        | acasă     | 2-0       |
| 16        | 11 martie 1973     | Petrolul Ploiești   | acasă     | 3-1       |
| 17        | 25 martie 1973     | U Craiova           | deplasare | 0-1       |
| 18        | 1 aprilie 1973     | UTA                 | acasă     | 2-1       |
| 19        | 8 aprilie 1973     | Sportul Studențesc  | acasă     | 3-3       |
| 20        | 11 aprilie 1973    | FC Argeș            | deplasare | 0-1       |
| 21        | 22 aprilie 1973    | Jiul Petroșani      | acasă     | 2-1       |
| 22        | 28 aprilie 1973    | Steagul Roșu Brașov | deplasare | 1-0       |
| 23        | 13 mai 1973        | Rapid București     | acasă     | 0-2       |
| 24        | 16 mai 1973        | ASA Târgu Mureș     | acasă     | 2-0       |
| 25        | 3 iunie 1973       | CSM Reșița          | deplasare | 1-4       |
| 26        | 24 iunie 1973      | CFR Cluj            | acasă     | 4-0       |
| 27        | 10 iunie 1973      | Steaua București    | deplasare | 2-0       |
| 28        | 13 iunie 1973      | U Cluj              | deplasare | 5-1       |
| 29        | 17 iunie 1973      | SC Bacău            | acasă     | 2-2       |
| 30        | 20 iunie 1973      | FC Constanța        | deplasare | 1-0       |

| Câștigătorii Diviziei A, ediția 1972-73 |
| --------------------------------------- |
| Dinamo București Al Șaptelea Titlu      |

| Cupa României | Cupa României    | Cupa României        | Cupa României | Cupa României |
| Etapa         | Data             | Adversar             | Stadion       | Rezultat      |
| ------------- | ---------------- | -------------------- | ------------- | ------------- |
| șaisprezecimi | 2 decembrie 1972 | Chimia Făgăraș       | deplasare     | 7-0           |
| optimi        | 30 mai 1973      | Constructorul Galați | Ploiești      | 0-1           |

| Legendă    |
| ---------- |
| victorie   |
| egal       |
| înfrângere |

## Echipa
Portari: Iosif Cavai (12 jocuri / 0 goluri), Mircea Constantinescu (10/0), Constantin Eftimescu (1/0), Adrian Rămureanu (8/0).
Fundași: Florin Cheran (16/0), Vasile Cosma (6/1), Augustin Deleanu (23/0), Vasile Dobrău (27/0), Teodor Lucuță (5/0), Nicolae Petre (10/0), Gabriel Sandu (28/0), Alexandru Szatmaryi (16/0).
Mijlocași: Ion Batacliu (3/0), Cornel Dinu (23/2), Radu Nunweiller (30/7), Mircea Stoenescu (8/1).
Atacanți: Florea Dumitrache (26/15), Florian Dumitrescu (26/5), Mircea Lucescu (28/12), Alexandru Moldovan (25/2), Doru Popescu (24/4), Marin Roșu (2/0), Viorel Sălceanu (17/2).

### Transferuri
Dinamo îl cedează pe Emil Dumitriu la Rapid. Teodor Lucuță este promovat de la tineret.